# Tank (reservoir)

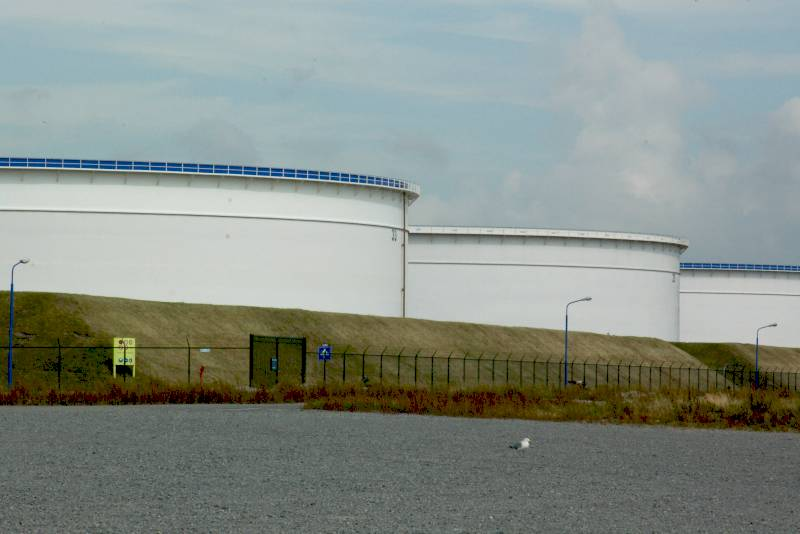
Opslagtanks op de Maasvlakte

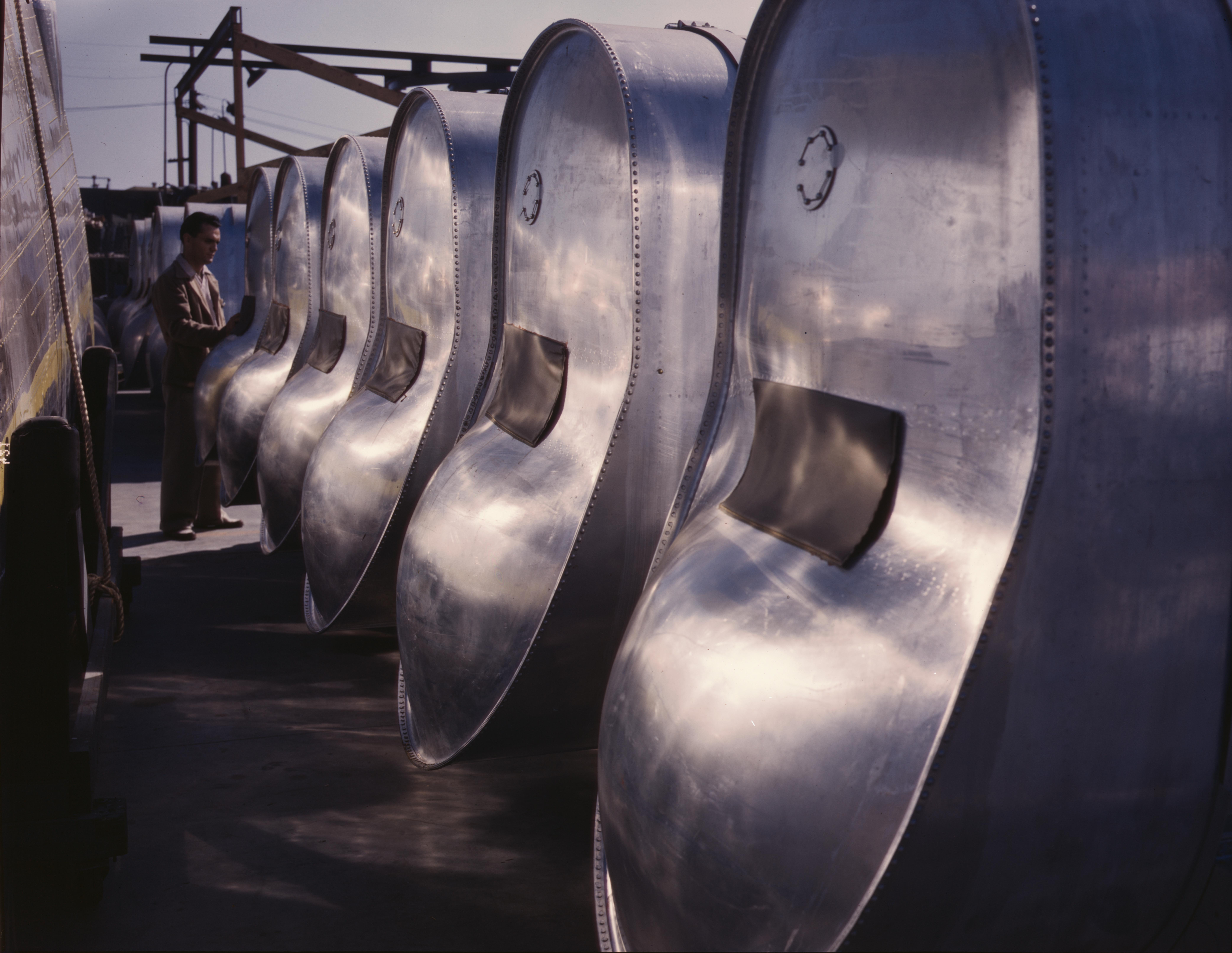
Losse brandstoftanks om op lange vluchten mee te nemen in het bommenruim van de B-25 Mitchell bommenwerpers

Een tank is een reservoir voor vloeistoffen en gassen zoals water, brandstoffen, alcoholische dranken, aardgas en lucht.
Een bekend type tank is de draagbare jerrycan. Deze is in de Tweede Wereldoorlog uitgevonden door de Duitsers, die door de Britten Jerry's werden genoemd. Verder hebben alle voertuigen met verbrandingsmotoren ook tanks voor brandstof.
De tanks die voor opslag van olie gebruikt worden kunnen tot 100 meter in diameter en 20 meter hoog zijn. De grootste tanks in Nederland zijn de olietanks van de Maasvlakte Olie Terminal met een inhoud van 114.000 m³.
Een belangrijk instrument om te bepalen of een tank veilig is om te betreden is het explosiediagram.